# Simeton
Simeton – organiczny związek chemiczny, fitotoksyczna substancja o budowie zbliżonej do simazyny. Temperatura topnienia – 365-367 K (92–94 °C). W wodzie rozpuszcza się lepiej niż simazyna. Działa na roślinność jako herbicyd totalny.